# Pulcova (planetka)
(762) Pulcova je planetka hlavního pásu který se nachází v oblasti mezi oběžnými drahami Marsu a Jupitera. Objevena byla 3. září 1913 ruským vědcem Grigorijem Nikolajevičem Neujminem a byla pojmenována po proslulé ruské Pulkovské observatoři (rusky: Пулковская обсерватория) v Petrohradu. Absolutní hvězdná velikost planetky je 8,2, má průměr 137 km a hustotu 1,8 ±0,8 g/cm³. Její povrch je velmi tmavý (albedo je 0,046), jedná se o nejběžnější uhlíkatou planetku typu C. Z naměřených hodnot vyplývá, že planetka je vytvořena z tzv. "rubble piles" (hromady suti), tj. je složena z více menších kusů vázaných spolu výhradně vlastní gravitaci.
V únoru roku 2000 byl z observatoře Canada-France-Hawaii Telescope umístěné na vyhaslé sopce Mauna Kea na ostrově Havaj, pomoci optického/infračerveného dalekohledu o průměru 3,6 m vybaveného tzv. adaptivní optikou (odstraňující zkreslení zemské atmosféry), objeven měsíc planetky Pulcova. Tento satelit s absolutní hvězdnou velikostí 12 měří v průměru 20 km a oběhne okolo planetky za čtyři dny ve vzdálenosti asi 800 km. Nově objevený souputník dosud nebyl pojmenován.